# David Alan Gore
David Alan Gore (21 de agosto de 1953 - 12 de abril de 2012) fue un asesino en serie estadounidense conocido por haber cometido seis asesinatos. Él y su primo Fred Waterfield fueron condenados por el asesinato y violación de seis mujeres, por lo que la prensa los apodo "Los Primos Asesinos". Waterfield esta cumpliendo una pena de cadena perpetua mientras que Gore fue condenado a muerte y paso 28 años en el corredor de la muerte hasta finalmente ser ejecutado el 12 de abril de 2012.

## Primeros años de vida
David Alan Gore nació el 21 de agosto de 1953 en Florida. En su juventud tenía dos obsesiones principales: las armas de fuego y las mujeres. Su obsesión por las mujeres lo llevó a perder su primer trabajo como empleado de una gasolinera después de que su jefe descubrió un agujero que permitía a Gore espiar en el baño de mujeres. Además tenía serios problemas con el alcohol.
Fred Waterfield nació el 29 de septiembre de 1952 en Nueva Jersey. Él era una antigua estrella de fútbol de su instituto.

## Asesinatos
La primera víctima de Gore fue Ying Hua Ling, una galardonada estudiante de matemáticas de 17 años de edad, de la Escuela Secundaria Vero Beach (Vero Beach High School). El 19 de febrero de 1981 Ying Ling estaba en el autobús de regreso a casa después de la escuela. Una vez que salió del autobús Gore logró atraer a Ying Ling y a su madre Hsiang Huang Ling, de 48 años de edad (que estaba esperando a su hija), con su camioneta presentándose como un sheriff. Le dijo a la policía que los dos la violaron y luego disparó una bala en la cabeza de Hsiang. Después de hacerlo, exigió a su primo Fred Waterfield que violara y matara a Ying.
Su tercera víctima fue Judy Kay Daley, de 35 años de edad, una residente de Fort Pierce que había venido de vacaciones desde California. Después de días de acecho, el 15 de julio, Gore abrió al capó de Judy dejándolo inoperante. Judy fue en busca de ayuda, y entonces llegó Gore fingiendo amablemente que iba a ayudarla. Él la atrajo hasta su camioneta y la esposó. Luego fue violada y estrangulada en su remolque. El 3 de junio de 1984, la policía descubrió partes del cuerpo en una bolsa de basura enterrada en un agujero cerca de Vero Beach.
Gore y Waterfield encontraron a Angélica LaVallee y Barbara Ann Byer, ambas de 14 años de edad y de la ciudad de Orlando, ambas estaban haciendo autoestop el 20 de mayo de 1983 en la carretera interestatal 95 en el condado de Brevard. Ellas se convirtieron en la cuarta y quinta víctima de Gore después de que atrajo a las niñas a su camión y las ató arriba. Logró todo esto poniendo una pistola en la cabeza de las chicas. Se dirigieron al sur hacia Vero Beach, donde Gore mató a las chicas disparándoles en la cabeza. Después de hacerlo las desmembró a ambas. Solo partes del cuerpo de Byer fueron encontrados cuando Gore condujo a la policía a una plantación de cítricos al oeste de Vero Beach después de ser atrapado. El cuerpo de LaVallee jamás fue hallado.
Las víctimas finales de David Alan Gore fueron Lynn Elliott, 17 y Regan Martin, de 14 años de edad. Gore y Waterfield las recogieron el 26 de julio de 1983. Se llevaron a las niñas a la casa de vacaciones de los padres de Gore. Él confesó a la policía de haber violado a ambas chicas. Lynn Elliott con las manos atadas, se las arregló para escapar de la casa, pero solo llegó hasta el camino de la entrada hasta que ella perdió el equilibrio. Gore, preso del pánico, les dijo a la policía: "Yo seguí corriendo tras ella y luego se tropezó y se cayó y luego me reuní con ella". Gore, dándose cuenta de que estaba perdiendo el control de la situación, dice en su declaración jurada: "Yo empecé a arrastrarla hacia atrás y ella estaba tratando, como, de resistirse, de luchar contra mí, así que la tiré al suelo. Eso es cuando le disparé en la cabeza". Gore le disparó dos veces y se dio cuenta de que un vecino había visto todo el incidente. El vecino llamó a la policía, lo que llevó a un enfrentamiento de 90 minutos entre los policías y Gore. Los policías detuvieron a Gore y lo llevaron a la cárcel donde más tarde fue declarado culpable de asesinato en primer grado. Posteriormente, la policía informó que encontraron el cuerpo desnudo de Elliott en el maletero de un auto y fueron capaces de rescatar a Regan Martin que fue encontrada en el ático, desnuda, esposada y con cables eléctricos atados alrededor de sus piernas.
Gore también admitió haber matado a otras tres niñas y dos mujeres. Los policías buscaron los cuerpos de las víctimas restantes, pero sin éxito. El 7 de diciembre de 1983, Gore llevó a la policía a tres de sus seis víctimas de asesinato que fueron enterradas. Estas víctimas eran Babara Ann Bayer, Hsiang Huang Ling y su hija, Ying Hau Ling.

## Víctimas
- Hisang Huang Ling (48), asesinada el 19 de febrero de 1981.
- Ying Hua Ling (17), hija de Hisang Huang Ling; asesinada el 19 de febrero de 1981.
- Judy Kay Daley (35), fue vista por última vez cuando desapareció el 15 de julio de 1981 y su cuerpo fue encontrado el 3 de junio de 1984.
- Angelica LaVallee (14), asesinada según la confesión de Gore el 20 de mayo de 1983 pero su cuerpo nunca fue encontrado.
- Barbara Ann Byer (14), asesinada el 20 de mayo de 1983, Gore llevó a la policía hasta su cuerpo enterrado en una plantación de cítricos al oeste de Vero Beach.
- Lynn Elliott (17), asesinada el 26 de julio de 1983.

## Última declaración
"Me gustaría decir al señor y la señora Elliott que lo siento mucho por mi participación en la muerte de su hija. Deseo ante todo que mi muerte pudiera traerla de vuelta. Yo no soy el mismo hombre hoy que lo que era hace 28 años. Cuando acepté a Jesucristo como mi Salvador me convertí en una nueva criatura en Cristo y sé que Dios realmente me ha perdonado por mis pecados pasados. Soy capaz de afrontarlos hoy porque sé que Cristo vive en mí. El apóstol Pablo dijo: 'morir es ganancia'. Así que yo no le temo al día de hoy, pues realmente tengo ganas de pasar la eternidad con Cristo. Señor y señora Elliott, he rezado por ambos y oraré para que ustedes pueden encontrar la paz que sólo Cristo puede dar. Por último, sólo quiero decir que he tenido una enorme cantidad de remordimiento y oraré por ustedes y su familia para que me puedan perdonar. Dios los bendiga a todos ustedes".

## Ejecución
Después de estar en el corredor de la muerte desde 1984, Gore fue ejecutado el jueves 12 de abril de 2012. Trató de apelar a la Corte Suprema de Estados Unidos, pero su apelación final fue rechazada, y más tarde ese día David Alan Gore, de 58 años de edad, fue declarado muerto a las 6:19 p. m. por inyección letal. Su última comida consistió en pollo frito, papas fritas y helado de mantequilla y pacana. Las últimas palabras de David eran simplemente su declaración final, que se dedica únicamente a la familia de Elliott.